# محمد أمان (سياسي)
الدكتور محمد أمان سياسي أفغاني ولد في 4 مايو 1929 في مدينة كابل في أفغانستان وهو الابن الوحيد في عائلته وهو حاصل على درجة الدكتوراه من جامعة زيوريخ وشغل منصب وزير المالية في أفغانستان بين عامي 1969-1972.